# Ulica Fabryczna w Lublinie
Ulica Fabryczna w Lublinie – jedna z głównych ulic Lublina, przebiega przez dzielnicę Za Cukrownią w jej części Piaski oraz na granicy dzielnic Kośminek i Bronowice.

## Przebieg
Rozpoczyna się przy Rondzie Lubelskiego Lipca '80, a kończy na skrzyżowaniu z Drogą Męczenników Majdanka, ul. Wolską i Łęczyńską. W swym biegu ulica przecina Czerniejówkę. 

## Obiekty
Przy ulicy znajduje się Park Bronowicki, a także kościół pw. świętego Michała Archanioła. 

## Historia
15 października 1916 r. na polecenie cesarsko-królewskiego generał-gubernatora austriackiego ulicę Fabryczną włączono w granice administracyjne Lublina. W Polsce Ludowej ulica nosiła nazwę Armii Czerwonej, gdyż tą drogą Armia Czerwona wkroczyła do Lublina w lipcu 1944 roku.
Od lutego 2019 r. ulica jest wyłączona z ruchu kołowego. Zerwano most na Czerniejówce.

## Komunikacja Miejska
Ulicą kursuje wiele autobusów i trolejbusów. Znajdują się 2 przystanki autobusowe. Nad ulicą rozwieszona jest sieć trakcyjna trolejbusowa (czasowo zdjęta). Ze względu na remont ulicy przystanki i ruch autobusów są wyłączone, a sieć trakcyjna trolejbusowa zdjęta. Autobusy kursują objazdem przez ul. Lubelskiego Lipca '80 i ul. Wolską